# Östtysklands distrikt

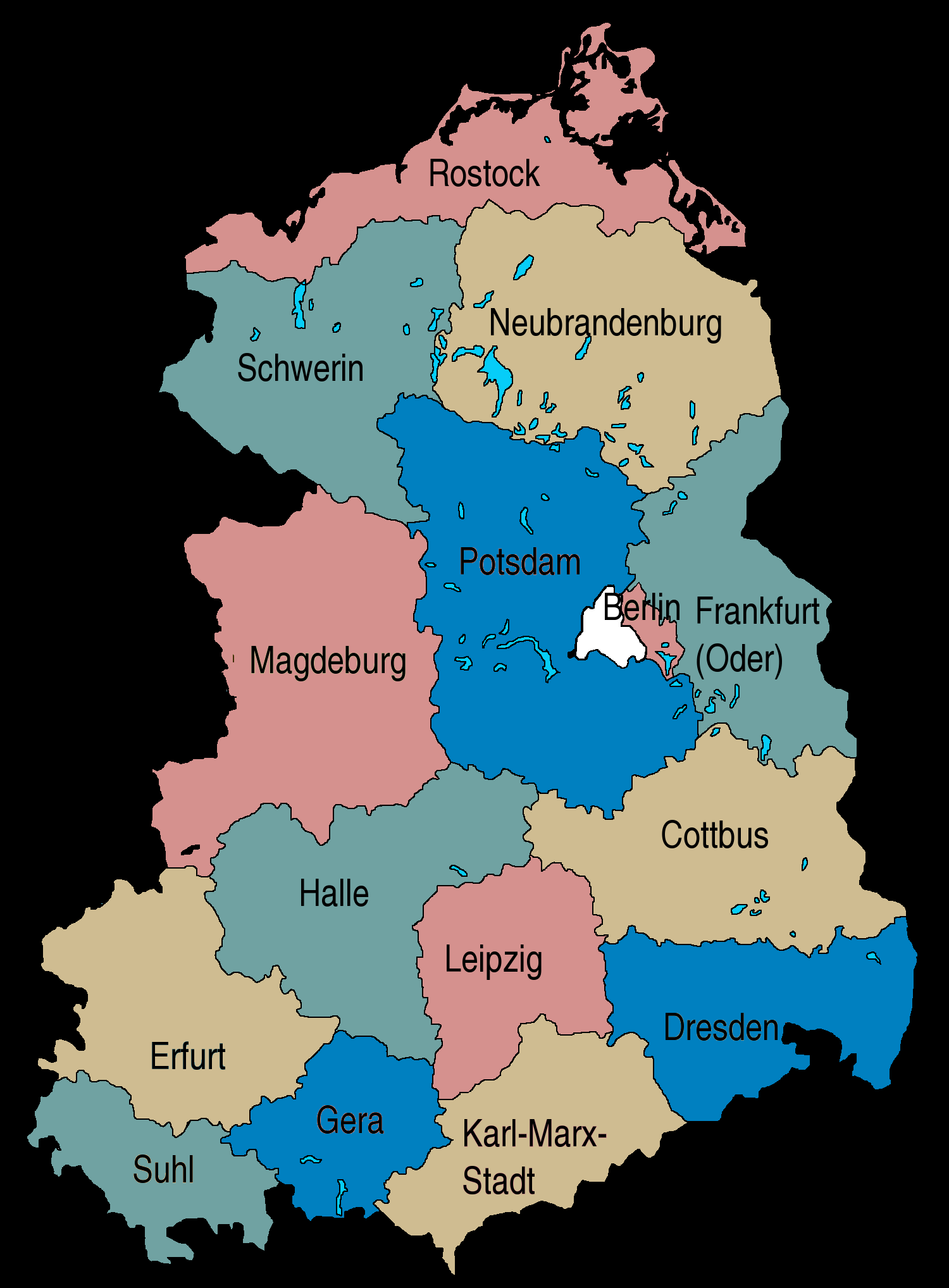
Bezirke i Östtyskland

Östtysklands förvaltningsenheter kallades mellan 1952 och 1990 Bezirk. Dessa distrikt skapades enligt en förvaltningsreform och hade samma uppgifter som de upplösta förbundsländerna. I början fanns 14 distrikt och efter 1961 fick även Östberlin liknande uppgifter som de andra Bezirk.
Alla Bezirk var delad i flera landdistrikt (Landkreis) och stadsdistrikt (Stadtkreis).

## Lista
| Bezirk           | Yta        | Kreise                       | Kommuner |
| ---------------- | ---------- | ---------------------------- | -------- |
| Rostock          | 7 075 km²  | 10 Landkreise, 4 Stadtkreise | 360      |
| Schwerin         | 8 672 km²  | 10 Landkreise, 1 Stadtkreis  | 389      |
| Neubrandenburg   | 10 948 km² | 14 Landkreise, 1 Stadtkreis  | 492      |
| Magdeburg        | 11 526 km² | 19 Landkreise, 1 Stadtkreis  | 655      |
| Potsdam          | 12 568 km² | 15 Landkreise, 2 Stadtkreise | 755      |
| Frankfurt (Oder) | 7 186 km²  | 9 Landkreise, 3 Stadtkreise  | 438      |
| Erfurt           | 7 349 km²  | 13 Landkreise, 2 Stadtkreise | 719      |
| Halle            | 8 771 km²  | 20 Landkreise, 3 Stadtkreise | 684      |
| Leipzig          | 4 966 km²  | 12 Landkreise, 1 Stadtkreis  | 422      |
| Dresden          | 6 738 km²  | 15 Landkreise, 2 Stadtkreise | 594      |
| Cottbus          | 8 262 km²  | 14 Landkreise, 1 Stadtkreis  | 574      |
| Suhl             | 3 856 km²  | 8 Landkreise, 1 Stadtkreis   | 358      |
| Gera             | 4 004 km²  | 11 Landkreise, 2 Stadtkreise | 528      |
| Karl-Marx-Stadt  | 6 009 km²  | 21 Landkreise, 3 Stadtkreise | 601      |